# بني الشريحي (مناخة)

تعديل مصدري - تعديل

بني الشريحي هي إحدى قرى عزلة حصبان بمديرية مناخة التابعة لمحافظة صنعاء، بلغ تعداد سكانها 209 نسمة حسب تعداد اليمن لعام 2004.